# Serra del Moro (Arnes)
La Serra del Moro és una serra situada al municipi d'Arnes a la comarca de la Terra Alta, amb una elevació màxima de 516 metres.